# Município de Clay (condado de Knox, Ohio)
Localização do Ohio nos E.U.A.
O município de Clay (em inglês: Clay Township) é um local localizado no condado de Knox no estado estadounidense de Ohio. No ano 2010 tinha uma população de 1604 habitantes e uma densidade populacional de 24,63 pessoas por km².

## Geografia
O município de Clay encontra-se localizado nas coordenadas 40° 16′ 36″ N, 82° 19′ 51″ O. Segundo o Departamento do Censo dos Estados Unidos, o município tem uma superfície total de 65.13 km², da qual 64,98 km² correspondem a terra firme e (0,23 %) 0,15 km² é água.

## Demografia
Segundo o censo de 2010, tinha 1604 pessoas residindo no município de Clay. A densidade de população era de 24,63 hab./km².